# André Paul Arthur Massoulle
André Paul Arthur Massoulle, né à Épernay le 5 novembre 1851 et mort à Paris (6e arrondissement) le 19 juin 1901, est un sculpteur et médailleur français connu pour ses œuvres décoratives.

## Biographie
André Paul Arthur Massoulle est l'élève des sculpteurs Jules Cavelier (1814-1894) et de Jules Salmson (1823-1902).

## Œuvres dans les collections publiques
- Blois, château de Blois : Madame de Sévigné, statuette. Le modèle a été exposé au Salon de 1894.
- Clermont-Ferrand, musée d'Art Roger-Quilliot : Vercingétorix, 1882.
- Joinville, château du Grand Jardin, parc : Premier bain, fonte Durenne[1].
- Montpellier, musée Fabre : Buste d'Antoine Jérôme Balard, 1890.
- Paris :
  - place Armand-Carrel : Monument à Jean Macé, 1900, groupe en bronze, envoyé à la fonte sous le régime de Vichy[2].
  - pont Alexandre III :
    - Génie au trident, 1900, parapet amont gauche ;
    - Néréide, 1900, parapet aval gauche.

  - square d'Ajaccio : Un ancêtre, bronze. Le modèle en plâtre a été exposé au Salon de 1882[3]. Statue d'un guerrier gaulois tenant une épée, envoyée à la fonte sous le régime de Vichy.
- Provins : Monument à Victor Garnier, 1880, buste en bronze[4].
- Rouen, bustes de Lasne et de Jouvenet sur la façade ouest de la bibliothèque
- Versailles, École des sous-officiers d'artillerie et du génie : Madame de Sévigné, statuette.

## Galerie

Œuvres d'André Paul Arthur Massoulle
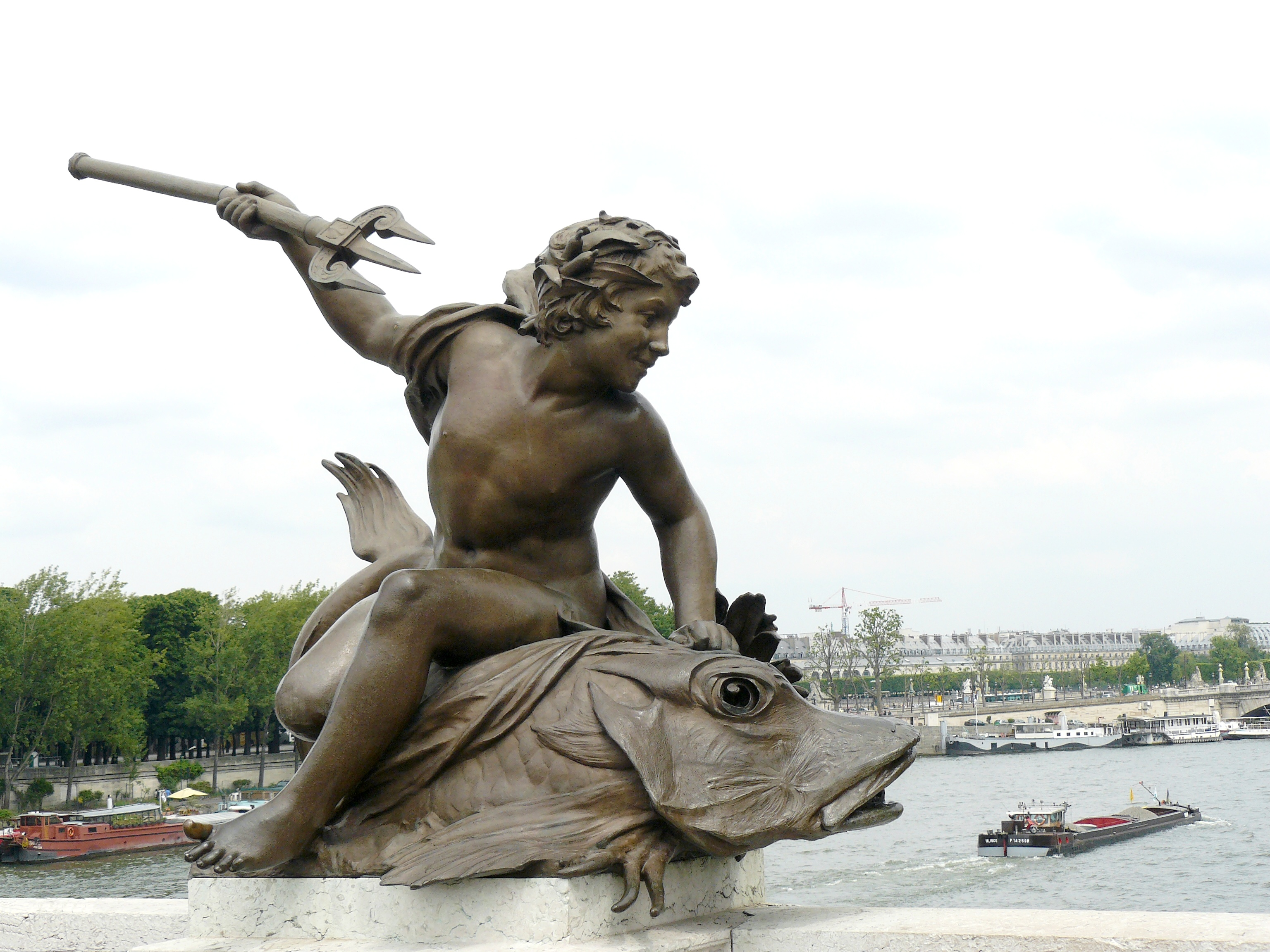
Génie au trident (1900), Paris, pont Alexandre III.
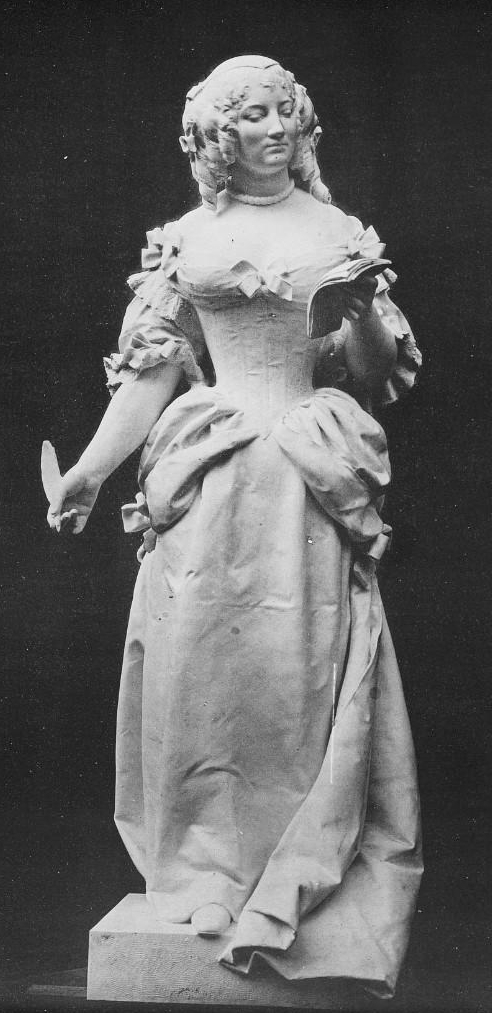
Madame de Sévigné (Salon de 1894).